# Лавджой, Оуэн (политик)
Оуэн Лавджой (англ. Owen Lovejoy; 6 января 1811 — 25 марта 1864) — американский юрист, священник-конгрегационалист, аболиционист, «проводник» подземной железной дороги и конгрессмен-республиканец от Иллинойса. После убийства его брата Элайджи Лавджоя в ноябре 1837 года сторонниками рабства Оуэн стал лидером аболиционистов в Иллинойса, осуждая рабство и помогая беглым рабам обрести свободу. Был одним из союзников Авраама Линкольна при создании республиканской партии Иллинойса.

## Биография
Лавджой родился в Албионе в штате Мэн в 1811 году в семье Элизабет (Пати) и Дэниела Лавджоя, конгрегационалистского священника и фермера. Он работал с семьёй на ферме до 18 лет, а родители поощряли его образование. Лавджой учился в Боудин-колледже с 1830 по 1833 год, изучая юриспруденцию (хотя он никогда не занимался юридической практикой в дальнейшем).
Лавджой переехал в Олтон, где поселился его старший брат Элайджа Лавджой, после того, как ему пришлось уехать из Сент-Луиса из-за враждебного отношения к его антирабовладельческой деятельности. Старший Лавджой к тому времени был пресвитерианским священником, выступавшим против рабства, и редактором газеты «Alton Observer», выступавшей за отмену рабства, а Оуэн изучал теологию.
Оуэн был свидетелем событий 7 ноября 1837 года, когда Элайджа был убит при попытке защитить печатный станок Иллинойсского общества борьбы с рабством от разъяренной толпы. На могиле своего брата он пообещал «никогда не отступать от дела, которое было обагрено его кровью». Вместе со своим старшим братом Джозефом Лавджоем Оуэн написал «Мемуары Элайджи П. Лавджоя» в 1838 году, которые широко распространялись Американским обществом борьбы с рабством, что увеличило известность Элайджи после его смерти и внесло вклад в дело отмены рабства.
Лавджой служил пастором конгрегационалистской церкви в Принстоне в Иллинойсе с 1838 по 1856 год. В эти годы он также организовал некоторые из 115 антирабовладельческих конгрегационалистских церквей в Иллинойсе, созданных Американской миссионерской ассоциацией, основанной в 1846 году. Его деятельность принесла ему растущую известность в обществе.
В 1854 году Лавджой был избран членом Законодательного собрания штата Иллинойс и работал с Авраамом Линкольном и другими во время формирования местной Республиканской партии; Линкольн и Лавджой оставались близкими друзьями остаток жизни. В 1856 году он был избран в Палату представителей США от Иллинойса и занимал эту должность с 4 марта 1857 года до своей смерти.
В феврале 1859 года Лавджой ответил на обвинения антиаболиционистов в том, что, помогая беглым рабам и выступая против рабства, он является «похитителем негров», заявив в Конгрессе следующее:
Если [вы спросите], помогаю ли я беглым рабам... Я пойду прямо в исповедальню и скажу: помогаю! Провозглашайте это на крышах домов! Напишите это на каждом листке, дрожащем в лесу! Заставьте это пылать, как солнце в полдень, и сиять в сиянии каждой звезды, украшающей небосвод Божий. Пусть это эхом прокатится по всем небесным сводам, отзовётся и прогремит по всем глубоким ущельям ада, где ловцы рабов, скорее всего, услышат его. Оуэн Лавджой живёт в Принстоне, штат Иллинойс, в трёх четвертях мили к востоку от деревни, и он помогает каждому беглецу, который приходит к его двери и просит об этом. Ты, невидимый демон рабства! Ты думаешь переступить мой скромный порог и запретить мне давать хлеб голодным и кров бездомным? Я бросаю тебе вызов во имя моего Бога.
Лавджой выступал с трибуны в поддержку Авраама Линкольна во время его знаменитых дебатов со Стивеном Дугласом. Работая в Конгрессе, он внес на рассмотрение законопроект об отмене рабства в округе Колумбия, что было давней целью Американского общества борьбы с рабством. Лавджой способствовал принятию закона, запрещающего рабство на федеральных территориях. Во время гражданской войны он был одним из немногих стойких сторонников Линкольна в Конгрессе. Президент писал про него: «До самой смерти едва ли кто-то другой мог бы сказать, что он был моим самым щедрым другом».
В своей речи 5 апреля 1860 года перед Палатой представителей Лавджой раскритиковал демократов и их расистские оправдания поддержки рабства, сказав:
Принцип порабощения людей по причине их неполноценности заключается в следующем. Если человек калека, подставьте ему подножку; если он стар и слаб, согбен под тяжестью лет, ударьте его, ибо он не сможет дать отпор; если он идиот, воспользуйтесь им; а если ребенок, обманите его. Это, сэр, доктрина демократов и доктрина дьяволов, и нет места во вселенной за пределами пяти кругов ада и Демократической партии, где практика и распространение таких доктрин не были бы позором.
Пока Лавджой произносил речь несколько демократов в зале, в том числе Роджер Прайор, пришли в ярость и гнев. Выражая решительный протест против его антирабовладельческих высказываний, демократы, размахивая пистолетами и тростями, стали угрожать ему физической расправой. Присутствовавшие республиканцы пообещали защищать Лавджоя, если демократы попытаются на него напасть. В ответ на угрозы демократов Лавджой твёрдо ответил: «Я буду стоять там, где захочу» и «никто не сможет меня запугать». На следующий день после выступления оно было перепечатано в 55 газетах по всей стране. В письме к своей жене Юнис Лавджой по поводу этого инцидента заявил: «Я обрушил на людей град огня и серы, как только мог, и вы знаете, что это такое. Я думаю, что никогда я не говорил ничего более жестокого ни за кафедрой, ни на пне».
Лавджой умер в Бруклине в штате Нью-Йорк в 1864 году. Его тело было возвращено в Иллинойс для захоронения на Оклендском кладбище в Принстоне. После его смерти Линкольн заявил: «Я потерял лучшего друга, который был у меня в Палате представителей».